# Комиссар, Михаил Витальевич
Михаил Витальевич Комиссар (род. 27 января 1953) — председатель совета директоров, генеральный директор информационного агентства «Интерфакс».

## Биография
Родился 27 января 1953 года в Харькове.
Обучался в Харьковском политехническом институте им. В.И. Ленина (1970-1975) (по образованию — инженер-связист). Занимался научной деятельностью в Харьковском государственном университете им. А. М. Горького (1975-1979). Находился на военной службе, работал научным сотрудником в системе Министерства обороны СССР (1979-1987).
С 1985 года старший редактор, затем — заместитель заведующего отделом информационной службы радиовещания на зарубежные страны Гостелерадио СССР. С 1987 года — главный выпускающий в Главной редакции информации Центрального радиовещания на зарубежные страны Гостелерадио СССР. Член КПСС с 1977 года.
В 1989 году основал и возглавил первое независимое информационное агентство «Интерфакс».
С 14 августа 1997 года по 7 декабря 1998 года — заместитель главы Администрации Президента РФ Б. Н. Ельцина (на время работы в Администрации Президента приостанавливал исполнение своих обязанностей руководителя «Интерфакса». Затем снова возглавил информационное агентство «Интерфакс»).
С осени 2002 года — член Индустриального комитета СМИ. Член Общественного совета при Роскомнадзоре.
Женат, отец двух дочерей. Супруга работает в системе «Интерфакса».

## Награды
- Орден «За заслуги перед Отечеством» III степени (7 января 2013 года) — за большой вклад в развитие отечественных средств массовой информации и многолетнюю плодотворную деятельность[3].
- Орден «За заслуги перед Отечеством» IV степени (26 октября 1999 года) — за многолетнюю плодотворную работу в средствах массовой информации[4].
- Орден Дружбы (27 января 2003 года) — за заслуги в развитии российских средств массовой информации[5].
- Орден «За заслуги перед Республикой Дагестан» (2 октября 2017 года) — за заслуги перед Республикой Дагестан, высокий профессионализм и объективность в освещении событий в республике[6].
- Благодарность Президента Российской Федерации (30 марта 1998 года) — за активное участие в подготовке Послания Президента Российской Федерации Федеральному Собранию 1998 года[7].
- Премия «Человек года» в номинации «Журналистика» (2004 год) — за освещение жизни еврейской общины России агентством «Интерфакс»[8].